# USS Seahorse (SSN-669)
USS Seahorse (SSN-669) – amerykański myśliwski okręt podwodny z napędem atomowym typu Sturgeon. Wyposażony był w pociski przeciwokrętowe Harpoon oraz rakietowe pociski przeciwpodwodne SUBROC z głowicą jądrową W55 o mocy 5 kT, a także w 23 torpedy Mk. 48 ADCAP i minotorpedy Mk. 60 Captor. "Seahorse" zwodowano 15 czerwca 1968 roku w stoczni Electric Boat. Okręt został przyjęty do służby operacyjnej w marynarce wojennej Stanów Zjednoczonych 19 września 1969 roku, którą pełnił do 17 sierpnia 1996 roku.